# Mount Saint Helena
Der Mount Saint Helena ist ein Berg in Kalifornien und Teil der Mayacamas Mountains. Mit 1319 Metern ist er der höchste Punkt im Sonoma County. Es gibt noch vier weitere Gipfel, der zweithöchste direkt östlich des Hauptgipfels ist der höchste Punkt von Napa County.
Ursprünglich wurde der Berg nach dem Gebirge Mount Mayacamas genannt. Eine russische Expedition brachte 1841 eine Kupferplakette auf dem Gipfel an, die den heute gültigen Namen prägte.